# Place des femmes dans la société étrusque
Vous lisez un « bon article » labellisé en 2018.

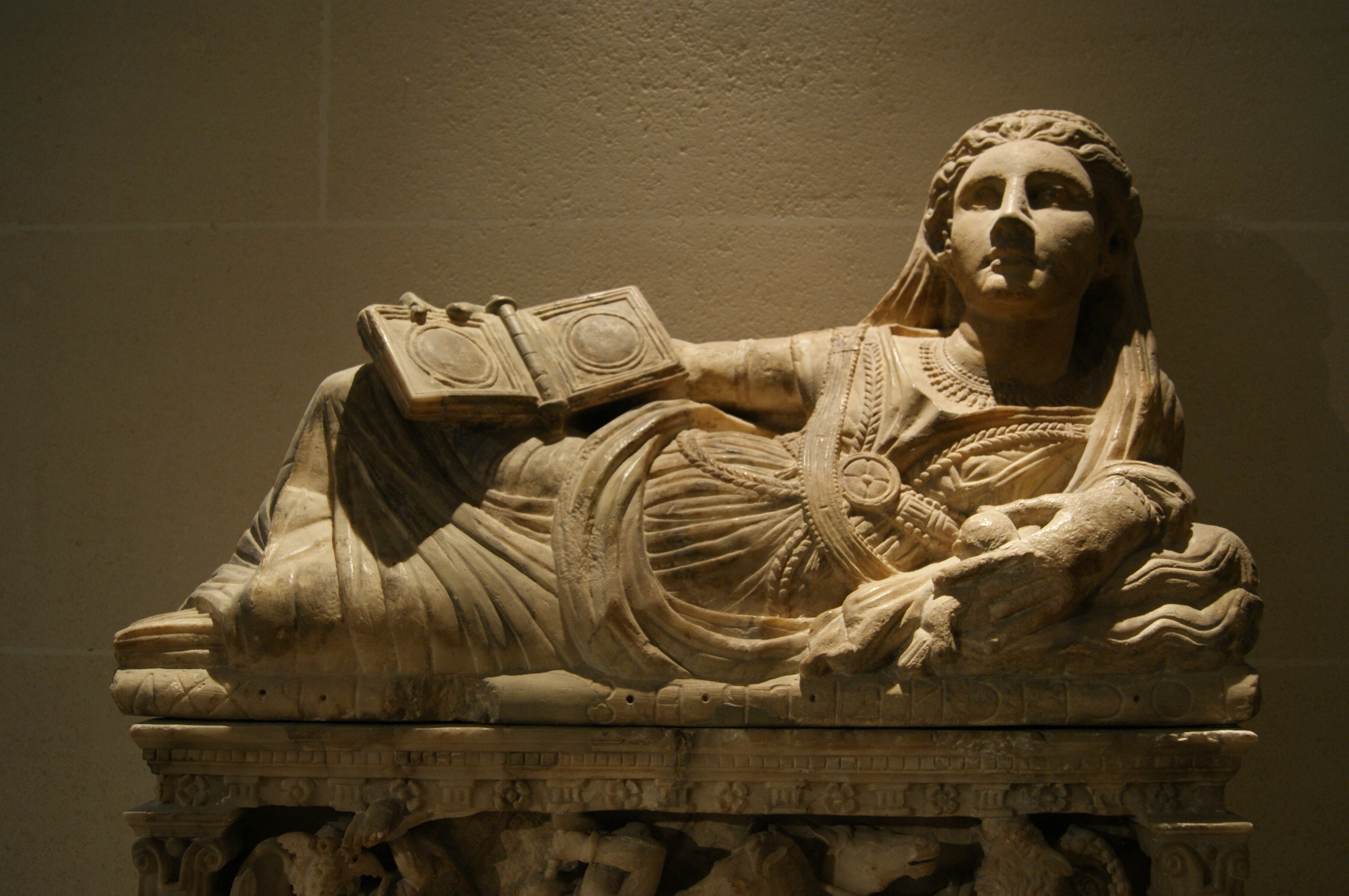
Urne cinéraire d'une femme avec un miroir.

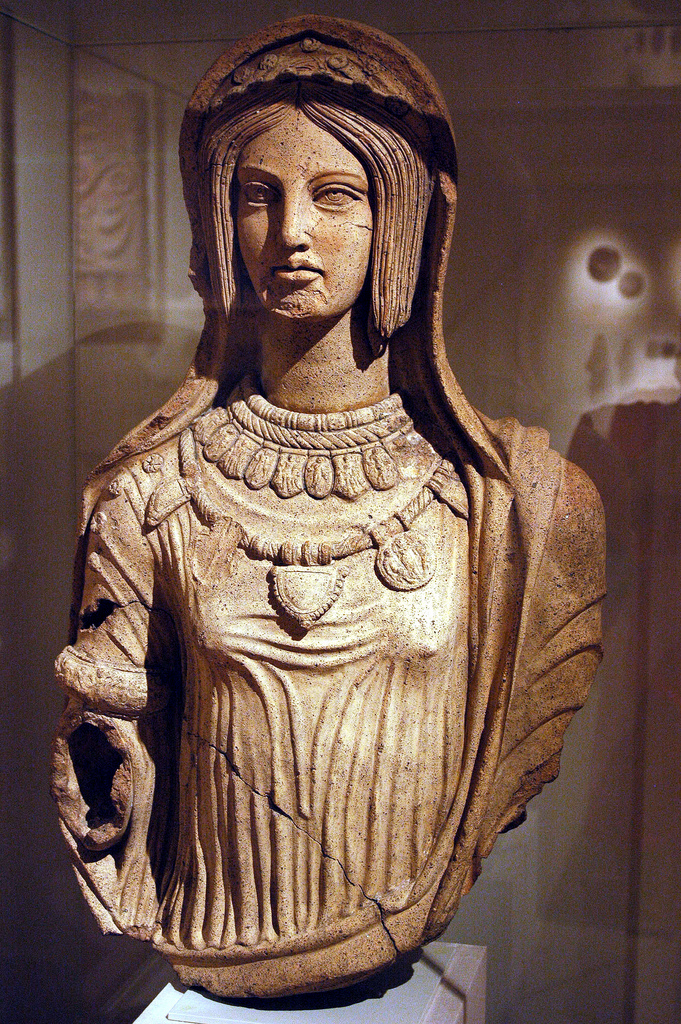
Femme étrusque en terracotta de 74.8 cm Metropolitan Museum of Art.

La place des femmes dans la société étrusque est importante dans la vie quotidienne de ce peuple, à la différence des femmes grecques et romaines. Seule la condition des femmes aristocratiques est connue de nos jours, car aucun document ne donne d'information pour les autres.
Dans l'Antiquité, la famille était régie par des règles morales strictes : une femme était tenue d'être fidèle à son mari, d'élever ou de faire élever par des esclaves ou par des affranchis les enfants qu'elle avait eu avec son mari dans le cadre de son mariage, de tenir sa maison et des comptes domestiques équilibrés. La famille était donc structurée et hiérarchisée autour du père de famille, qui exerçait sa domination sur tout le groupe.
Même si leur rôle et leur image évoluent pendant le millénaire de la période étrusque et que ces caractéristiques ne concernent qu'une classe plutôt aisée, les femmes apparaissent soignées, vivant pleinement une vie de famille au sein de la société civile, où leur rôle est important tant sur le plan politique qu'administratif, comme en témoignent les pièces archéologiques, fresques et sarcophages trouvés dans les tombes. Des femmes comme Tanaquil et Vélia Spurinna ont même tenu des rôles de protagonistes dans la vie politique. Dans la dernière phase de l'histoire étrusque, face à la conquête progressive du territoire par la République romaine, les femmes perdent une grande partie de leur indépendance et leur statut devient celui des Romaines.

## Les femmes et la société étrusque

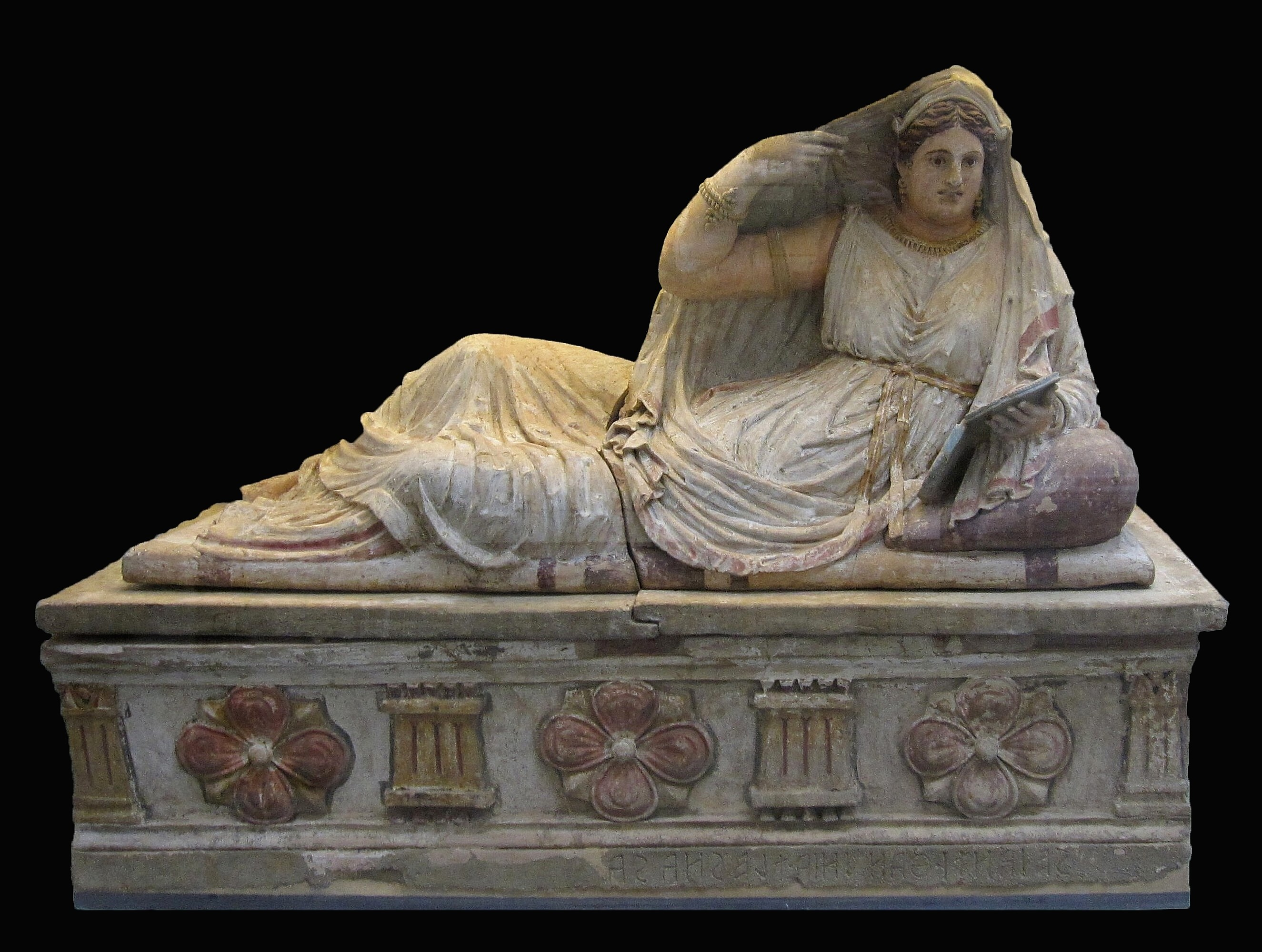
Matrone étrusque.

Le matériel iconographique disponible sur les femmes étrusques tend à montrer la richesse du vêtement et le raffinement de la toilette. La condition féminine dans la civilisation étrusque est particulière par rapport au monde méditerranéen. Chez les Grecs et les Romains, les femmes occupent une position marginale et de second plan par rapport aux hommes.
Les femmes étrusques ont une grande importance au niveau tant politique qu'administratif et vivent une vie de famille et sociale, où leur rôle est prépondérant. Parées de tous leurs bijoux et aux côtés de leurs maris, elles participent aux banquets, s'adonnent aux exercices physiques et assistent aux jeux auxquels participent des athlètes nus. Elles peuvent aussi posséder des biens en leur nom propre, gérer leur maison, leurs propriétés et faire du négoce.
Des sources antiques rapportent l'influence de femmes comme Tanaquil ou Vélia Spurinna. Tite-Live décrit le rôle décisif de l'ambitieuse Tanaquil, l'épouse étrusque de Tarquin l'Ancien. C'est elle qui prédit l'avenir glorieux de son mari et protège la royauté romaine après son assassinat. Au début du Ier siècle, Claude prend pour première épouse Plautia Urgulanilla, une Étrusque.

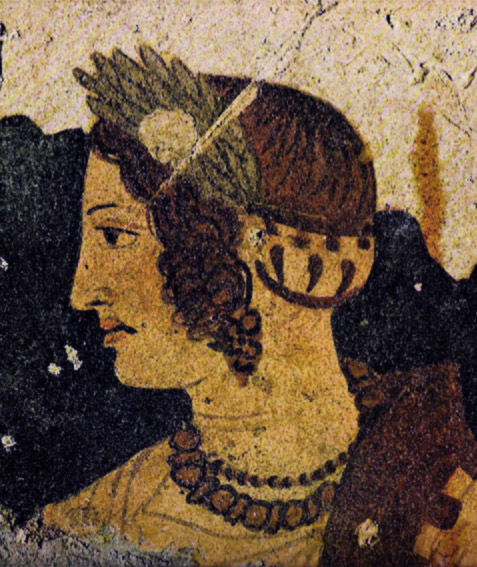
Vélia Spurinna : fresque de la Tomba dell'Orco.

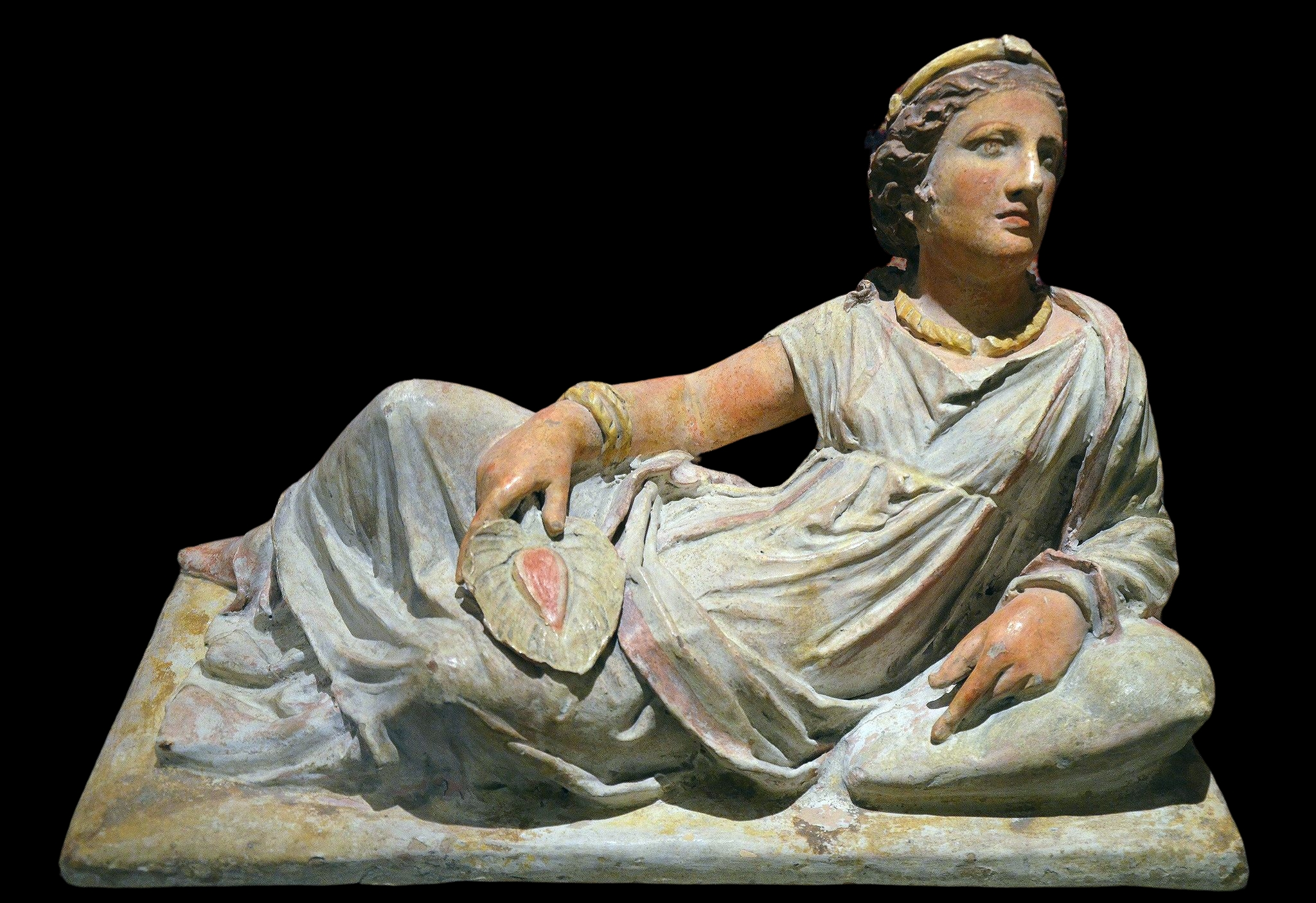
Femme étrusque, statue en terracotta peinte,, retrouvée à Chiusi, conservée à Karlsruhe.

Des pièces archéologiques trouvées dans les tombes, comme des fresques, sarcophages, urnes et trousseaux funéraires, témoignent de l'importance des femmes dans la société. Les objets découverts dans les tombes féminines, fusaïoles et pesons, montrent que les épouses étrusques pratiquent aussi les travaux manuels comme le filage et le tissage, tout autant que la femme romaine que les Anciens citaient comme modèle de vertu.
Plusieurs sarcophages trouvés dans des tombes étrusques exaltent sur leurs couvercles l'union conjugale. En particulier, deux sarcophages conservés au Museum of Fine Arts de Boston datant du IVe siècle av. J.-C. montrent des époux dans une situation d'intimité. L'homme et la femme sont enlacés, le corps nu recouvert d'un grand manteau qui laisse deviner la forme de leurs jambes. L'homme et la femme sont allongés face à face, chacun plaçant un bras derrière la nuque de son conjoint, main sur l'épaule, la main droite de la femme posée sur la poitrine de son mari, la main gauche de l'homme sur le ventre de son épouse. Les positions sont identiques sur chacun des deux sarcophages, bien qu'ils représentent un couple d'âge différent, l'un d'âge mûr, l'autre dans l'éclat de sa jeunesse. La scène pouvait paraître choquante aux yeux des Grecs et des Romains, chez qui les époux ne sont jamais représentés, nus, dans le lit conjugal. En revanche, un couple marié ne peut être représenté sur un lit que s'il s'agit d'un lit de banquet et d'un couple romain et habillé.
Mais le manteau qui recouvre les cuisses des époux fait allusion au manteau conjugal avec lequel les époux couvrent leurs ébats. Ce même manteau qui couvre les époux des sarcophages de Boston était la cible des attaques des Grecs, qui le considéraient comme un symbole de luxe exagéré des Étrusques.
Hormis ce cas, les femmes de naissance libre ne sont jamais représentées nues. Sur les couvercles d'urnes ou de sarcophages, les épouses se tiennent sagement aux côtés de leur mari, accoudées sur des coussins, allongées sur des lits de banquet. À l'époque archaïque, la ville de Cerveteri a abrité plusieurs couvercles de sarcophage et d'urne d'entre 530 et 510 av. J-C. qui montrent un homme et une femme à demi-couchés sur un lit de banquet, l'homme le torse dénudé, posant son bras droit sur l'épaule droite de sa compagne qui, de son côté, tenait sans doute - la main a disparu - un vase à parfum (un alabstron).
Les femmes participent aux activités sociales. Elles « sortent » souvent « sans rougir d'être exposées au regard des hommes », participent aux cérémonies publiques, aux danses, aux concerts et aux jeux ; elles les président parfois à partir d'une estrade appropriée, comme elles sont représentées sur la fresque d'Orvieto ou la plaque de Murlo.

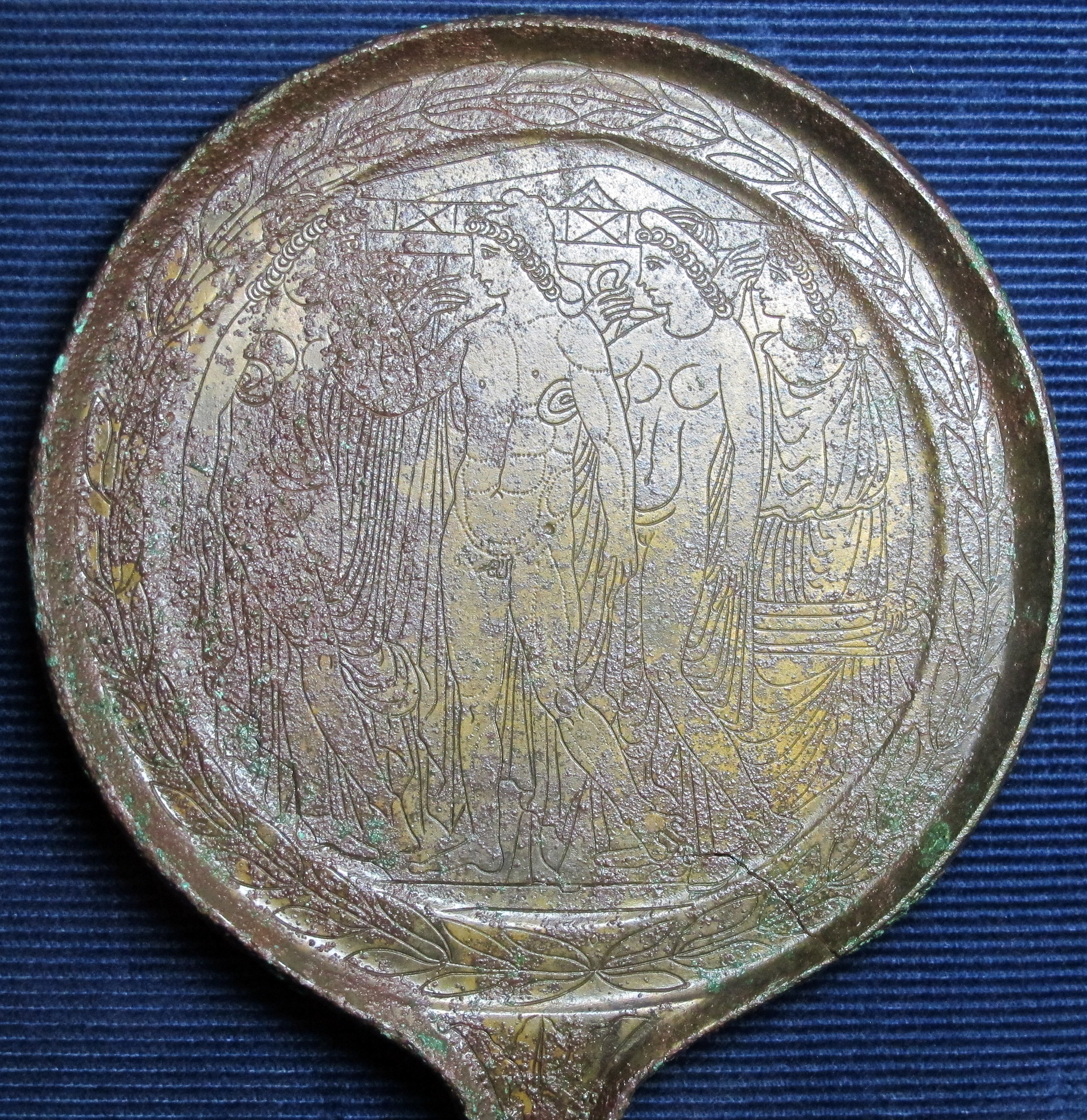
Miroir étrusque.

Sur les fresques de la tombe des Biges par exemple, de « nobles » spectateurs sont assis sur des bancs, hommes et femmes mêlés. La mixité de ce public est significative, d’autant plus qu’en un cas au moins, c’est une femme qui semble occuper la place d’honneur dans une tribune.
Sur les urnes funéraires et sur les couvercles des sarcophages, elles apparaissent telles qu'elles étaient dans leur vie terrestre, sans retouches, le visage souvent marqué par les rides et le corps alourdi par l'âge, témoignant d'un caractère fort. Ce type de représentation est pratiquement unique dans le monde antique, où les femmes sont limitées à leur rôle d'épouses, de mères ou de concubines.
La présence des femmes mariées sur ces représentations de banquets constitue de fait une différence fondamentale par rapport à ce qui se faisait dans le monde grec lors des symposia, où seules les courtisanes pouvaient banqueter avec les hommes. Il est incontestable que les couples étrusques aimaient à se faire représenter ensemble sur un lit de banquet dans une position qui valorise l'entente entre mari et femme. À la même époque que les sarcophages de Cerveteri, quelques tombes de Tarquinia sont décorées de fresques montrant des scènes de banquet où des époux sont en train de partager un repas sur un même lit.
Plus que l'union elle-même des époux, ce sont l'affection et la vie conjugale que semblent avoir souligné les commanditaires des urnes. Les époux se cherchent du regard, s'enlacent et se regardent et vont jusqu'à s'embrasser.
L'étruscologue Jacques Heurgon cite l'anecdote rapportée par Tite-Live d'une femme qui méprise sa sœur parce que « celle-ci manque de muliebris audacia », c'est-à-dire de l'énergie et de l'ambition qui semblent caractéristiques des femmes étrusques. Sybille Haynes a étudié de petites sculptures en bronze, dont les plus anciennes montrent des femmes et des hommes allongés dans un triclinium, levant la coupe à boire ; mais dans les plus récentes, elles sont désormais assises à côté du mari allongé. Entre les deux séries, les Romains  ont mis un terme par la romanisation à la « différence » étrusque.

## Évolution selon la période
Les particularités des femmes étrusques sont fonction de leur rang social, de l'endroit où elles vivent et de la période concernée. Le monde étrusque ne peut être considéré dans sa durée comme un ensemble homogène des points de vue social, politique et économique. Il est néanmoins possible de mettre en évidence en termes généraux les principales caractéristiques en examinant les informations et indices apparus lors de recherches archéologiques, les comparant chaque fois que cela est possible aux textes anciens,.

### Période villanovienne
Pendant le premier âge du fer (IXe – VIIIe siècle av. J.-C.), la parité homme-femme semble être la règle. L'unité des sépultures dont témoignent les trousseaux funéraires de l'époque ne montre pas de différences de classe ni de personnalités ou de familles dominantes. Seule la présence de status symbols caractéristiques, comme les armes pour les hommes et les fusaïoles, pesons, miroirs et vaisselle pour les femmes, indique une séparation nette des domaines de compétence attribués aux deux sexes, la condition d'agriculteur guerrier pour les hommes et l'organisation de la maison pour les femmes. C'est probablement pendant le premier âge du fer qu'apparaît une première codification d'un rôle féminin subalterne dans la vie communautaire,.

### Période orientalisante
Au cours de la période orientalisante (VIIIe  jusqu'au début du VIe siècle av. J.-C.), la richesse est accaparée par un petit nombre d'individus, laissant transparaître des différences sociales, avec une transmission héréditaire qui ne semble pas marquer de distinction entre les sexes. Les femmes et les hommes disposent des mêmes richesses dans les trousseaux funéraires, comme en témoignent les trouvailles de la tombe Regolini-Galassi à Cerveteri et des tombes 2 et 11 de Nécropole de la Banditella,.
On peut remarquer qu'une nouvelle classe sociale féminine se développe dans la seconde moitié de l'époque orientalisante, alors que les femmes de l'aristocratie sont libérées de certaines tâches par un nombre croissant d'esclaves. Elles peuvent alors davantage participer aux fonctions sociales impliquées par le banquet ou les jeux, et gouverner la maisonnée (jusque dans le contrôle du service du vin, ce qui est interdit à la matrone romaine). Néanmoins, le travail de la laine et le tissage demeurent les activités nobles de la femme, même au VIe ou au Ve siècle, car seule une famille d'un rang social élevé peut posséder un troupeau qui fournit la matière première. La préparation de la nourriture et du pain relève également de ses compétences, mais dès le IVe siècle, toutes ces tâches domestiques sont accomplies par les servantes, sous l'autorité de la domina. Ces esclaves sont encore chargées des soins du corps de leur maîtresse et certaines sont spécialisées dans la coiffure ou le maquillage, comme ce sera le cas à Rome dès l'époque républicaine.

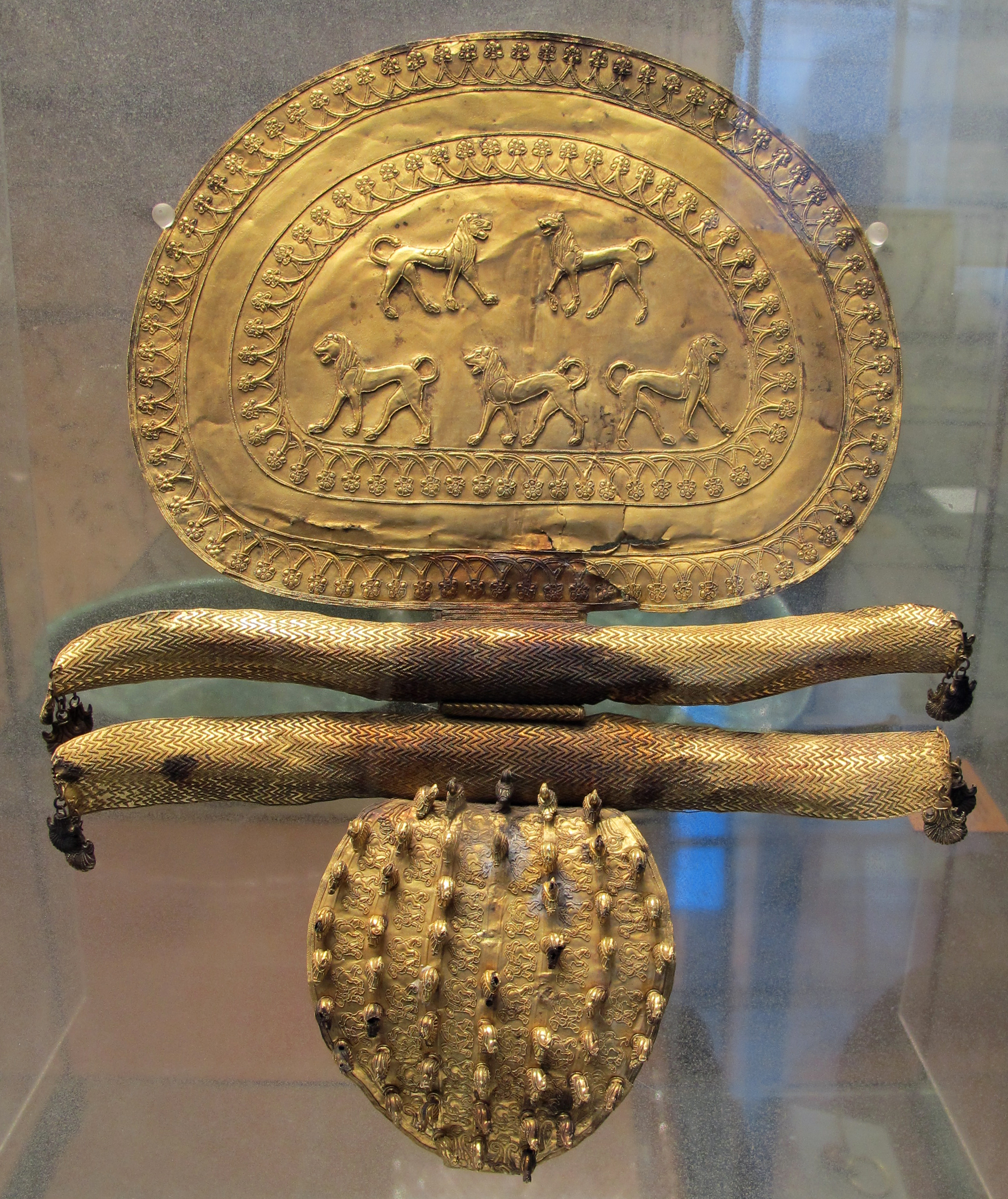
Fibule en or, tombe Regolini-Galassi (675-650 av. J.-C.
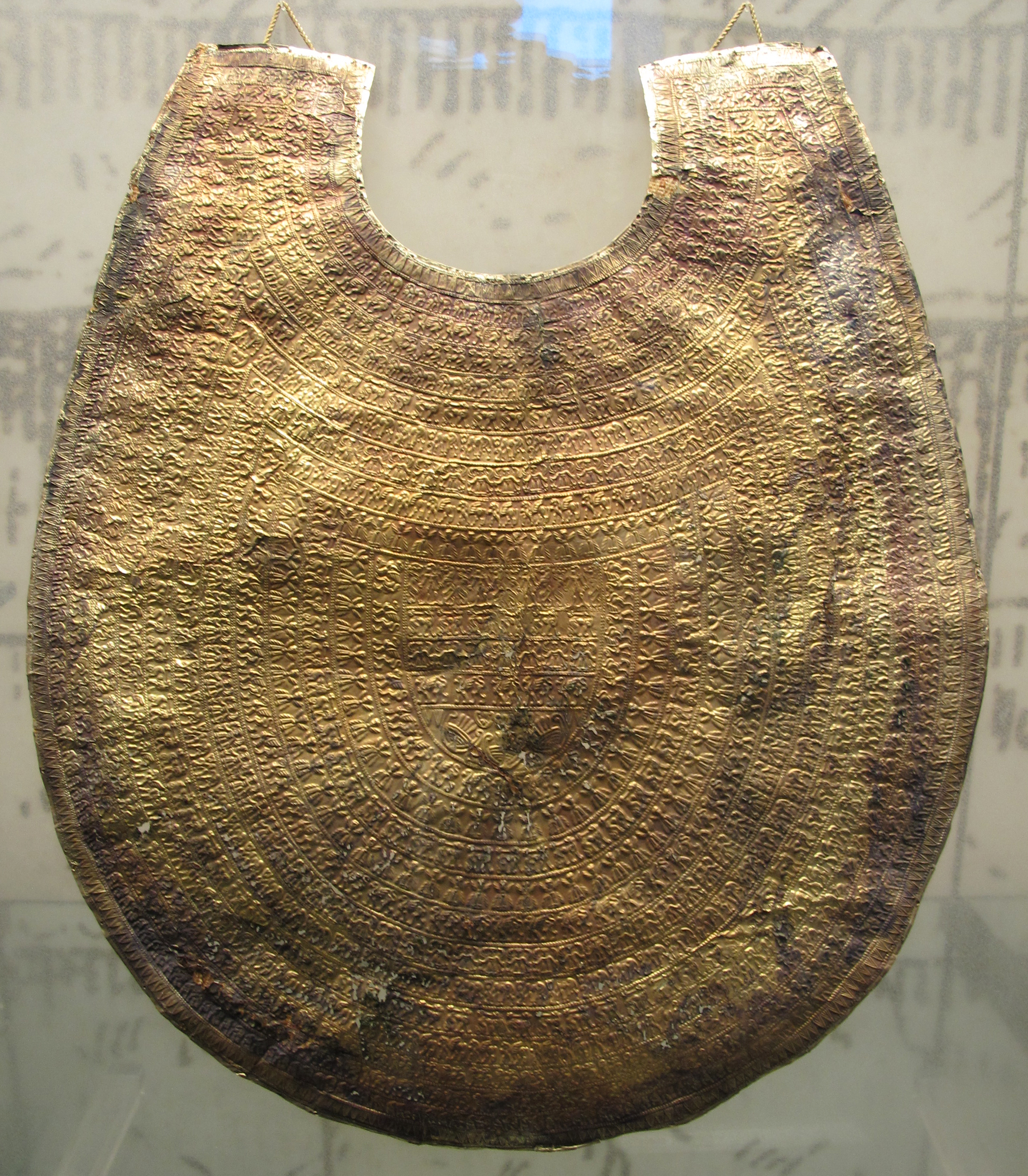
Pectoral en feuilles d'or, tombe Regolini-Galassi.
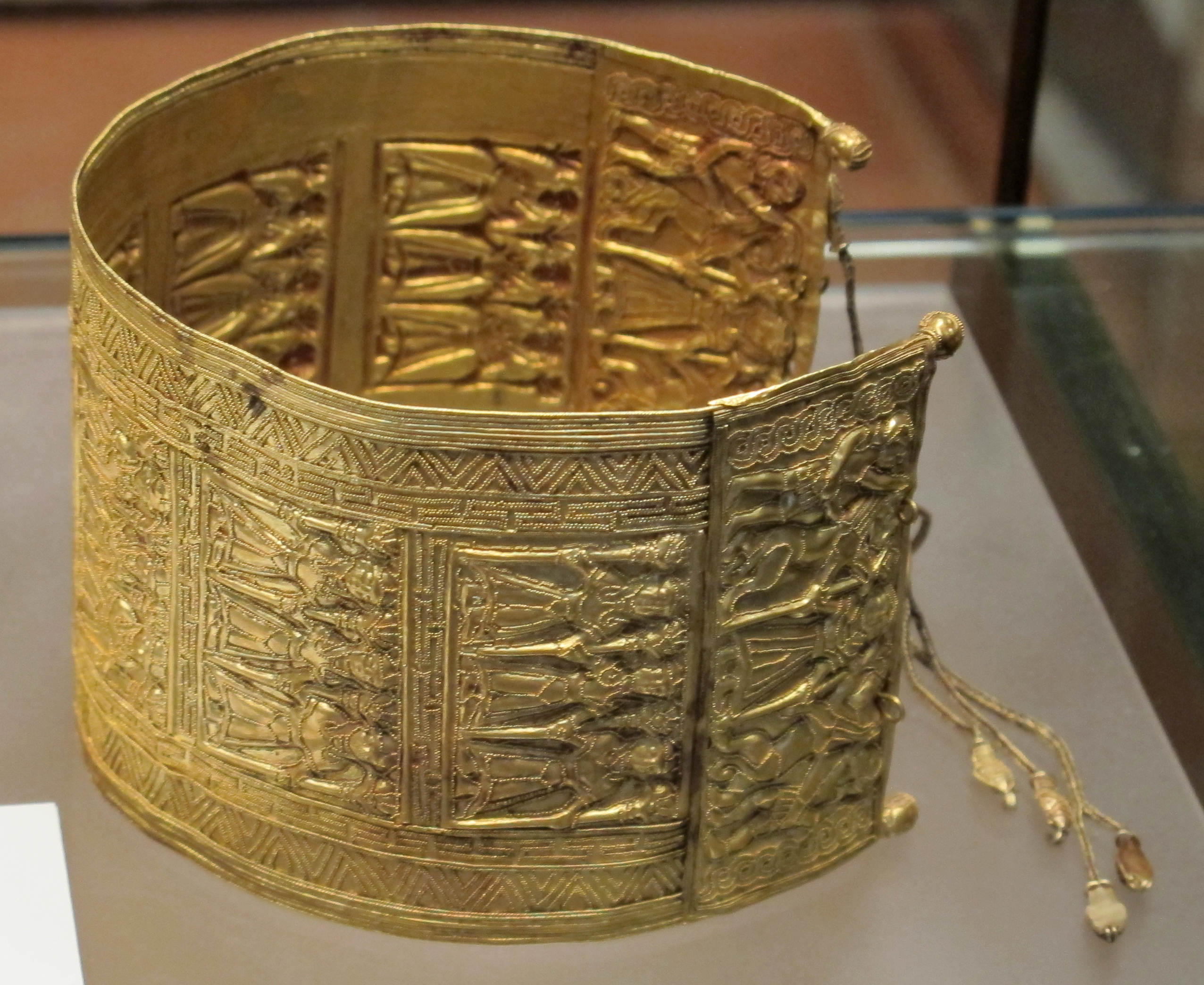
Bracelet en or, tombe Regolini-Galassi.

### Période archaïque
La période archaïque (600 à 475 av. J.-C.) met en évidence la position des femmes dans le couple comme en témoigne le Sarcophage des Époux (530 av. J.-C., musée de la Villa Giulia). Les fresques des tombes de Tarquinia (VIe – Ve siècle av. J.-C.) confirment la présence des femmes dans des espaces sociaux (banquets et sports) qui, chez les Romains et les Grecs, sont réservés exclusivement aux hommes. Mais leur participation et la représentation qui en est faite ne semblent pas confirmer les affirmations d'immoralité de Théopompe. En effet, les fresques qui montrent des couples d'époux mettent en évidence une forte unité de couple monogame. Les sarcophages de couples semi-couchés de Vulci (IVe siècle av. J.-C.) semblent confirmer ce fait. Néanmoins, des femmes apparaissent dans des représentations artistiques sur des vases attiques dansant totalement nues à l'égal des hommes, et des fresques tombales ne manquent pas de révéler, comme dans la tombe des Taureaux, des scènes érotiques osées montrant une femme se donnant à plusieurs partenaires ou participant à des jeux sexuels compliqués. Déjà au VIe siècle av. J.-C., Tanaquil, aristocrate originaire de la ville de Tarquinia, est habile dans l’art des augures, « comme tous les Étrusques ». Elle engage son époux à quitter l’Étrurie pour s’établir à Rome. En chemin, elle interprète un prodige et l'assure qu’il régnerait sur Rome, ce qui se produit après la mort d’Ancus Marcius. Lors de l'assassinat de Tarquin l'Ancien, elle fait proclamer roi Servius Tullius, son gendre. L'historien Alain Hus déduit de ces récits que l'Etrusca disciplina, l'art de l'interprétation des signes divins, est chez les Étrusques l'apanage des familles aristocratiques et que les femmes peuvent en faire l'exercice.

Sarcophages des époux
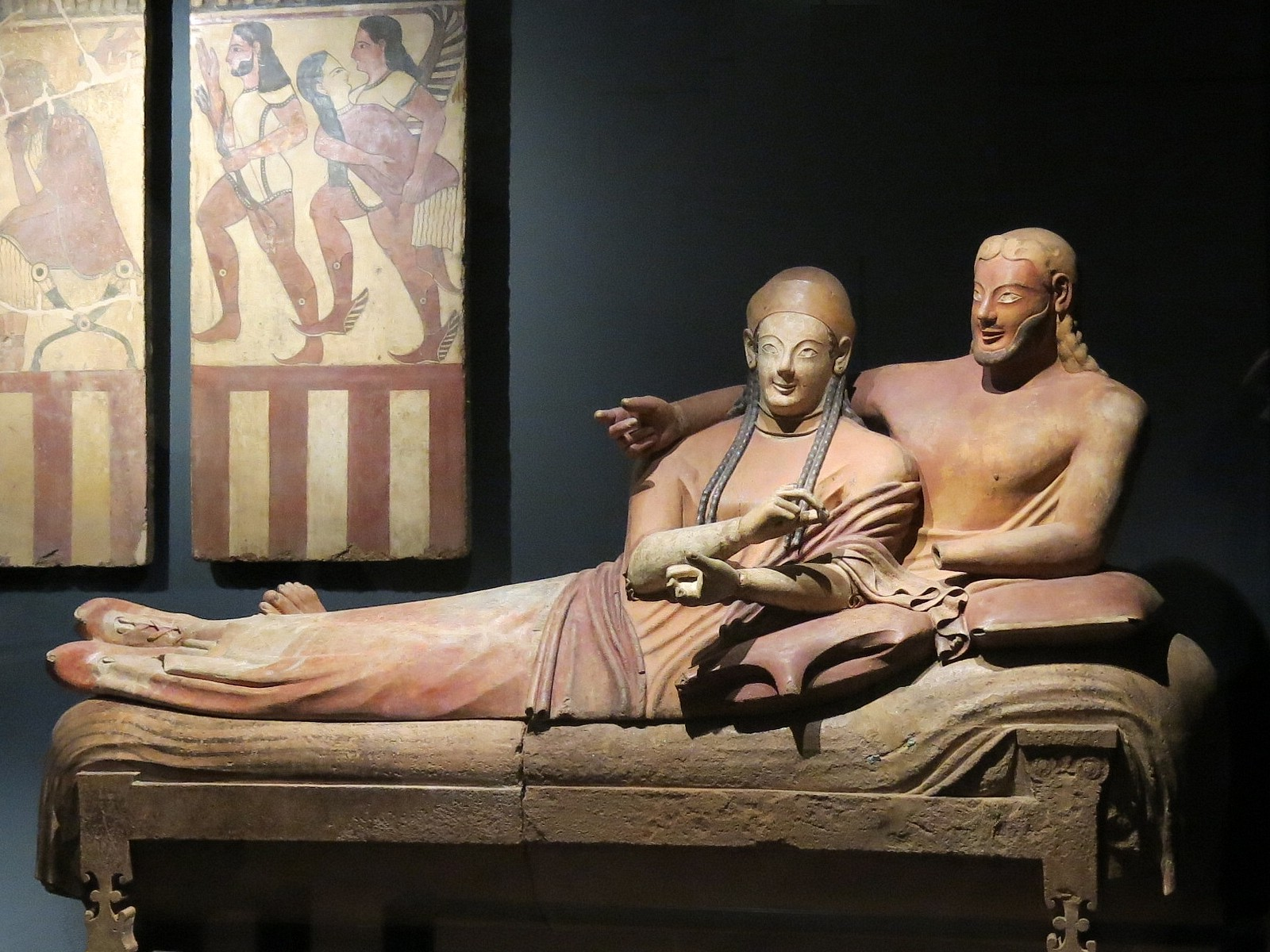
Le Sarcophage des Époux (ou Sarcophage de Cerveteri) au musée du Louvre.
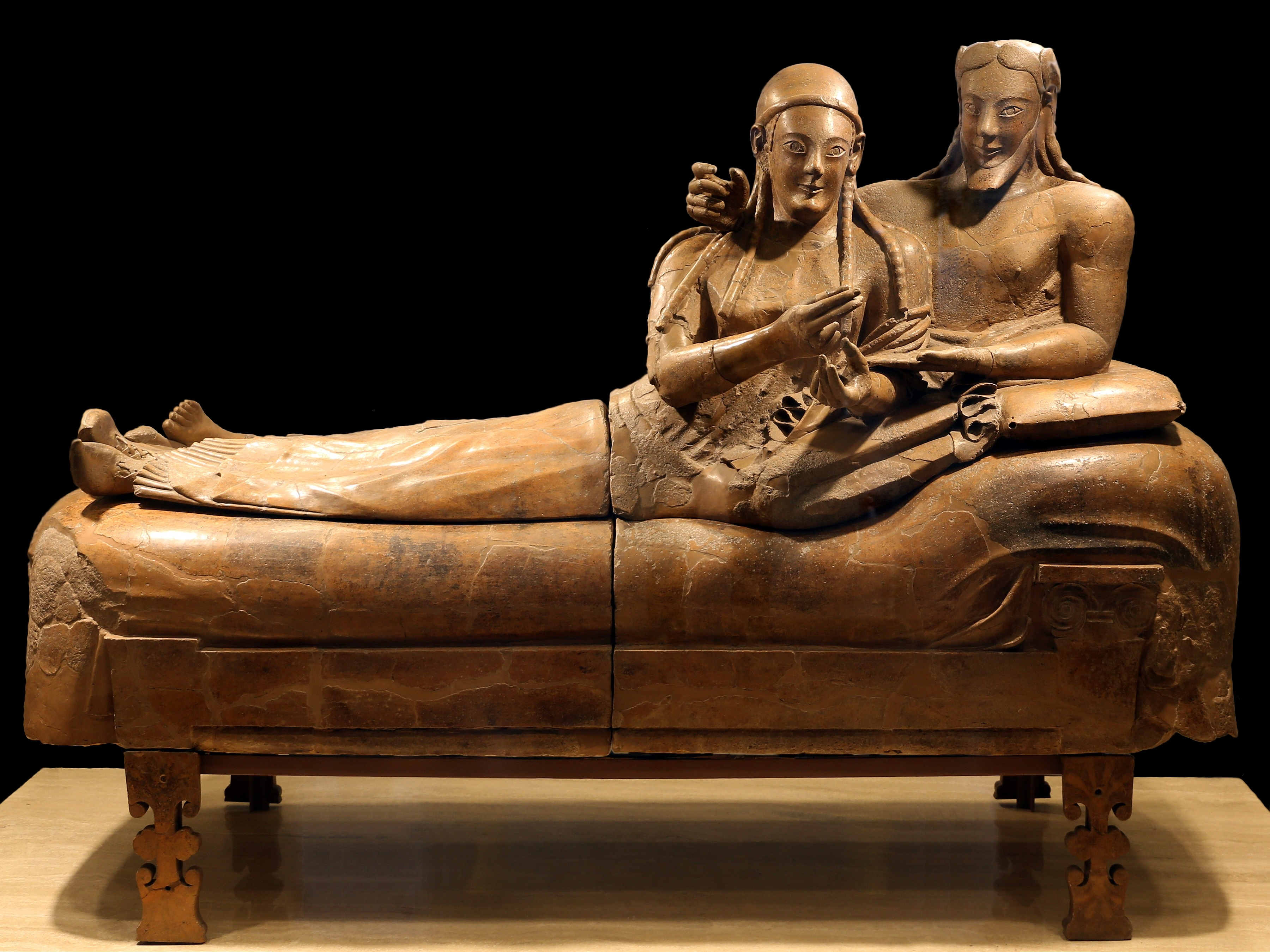
Au musée national étrusque de la villa Giulia de Rome.
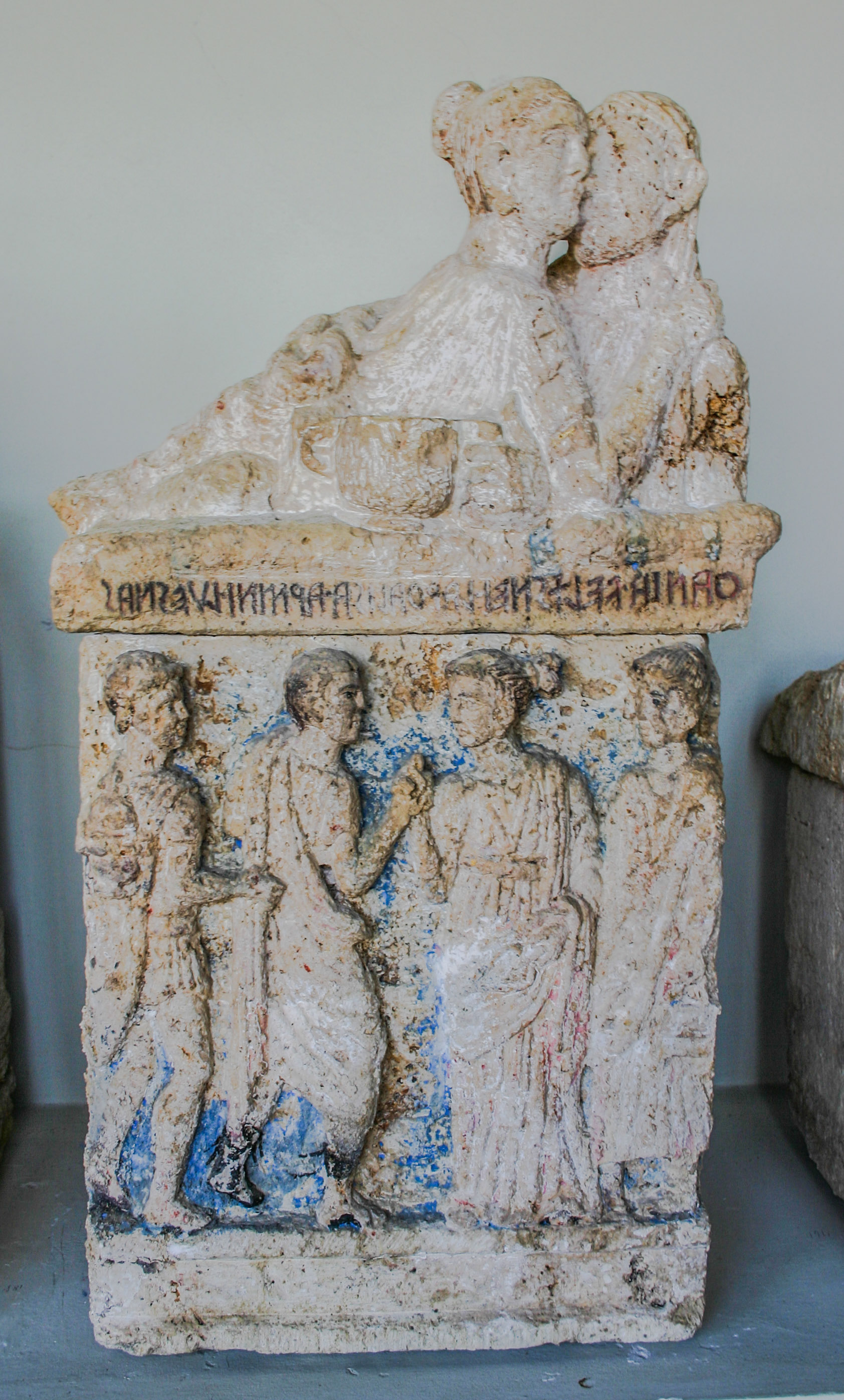
Au musée archéologique national d'Ombrie  à Pérouse.
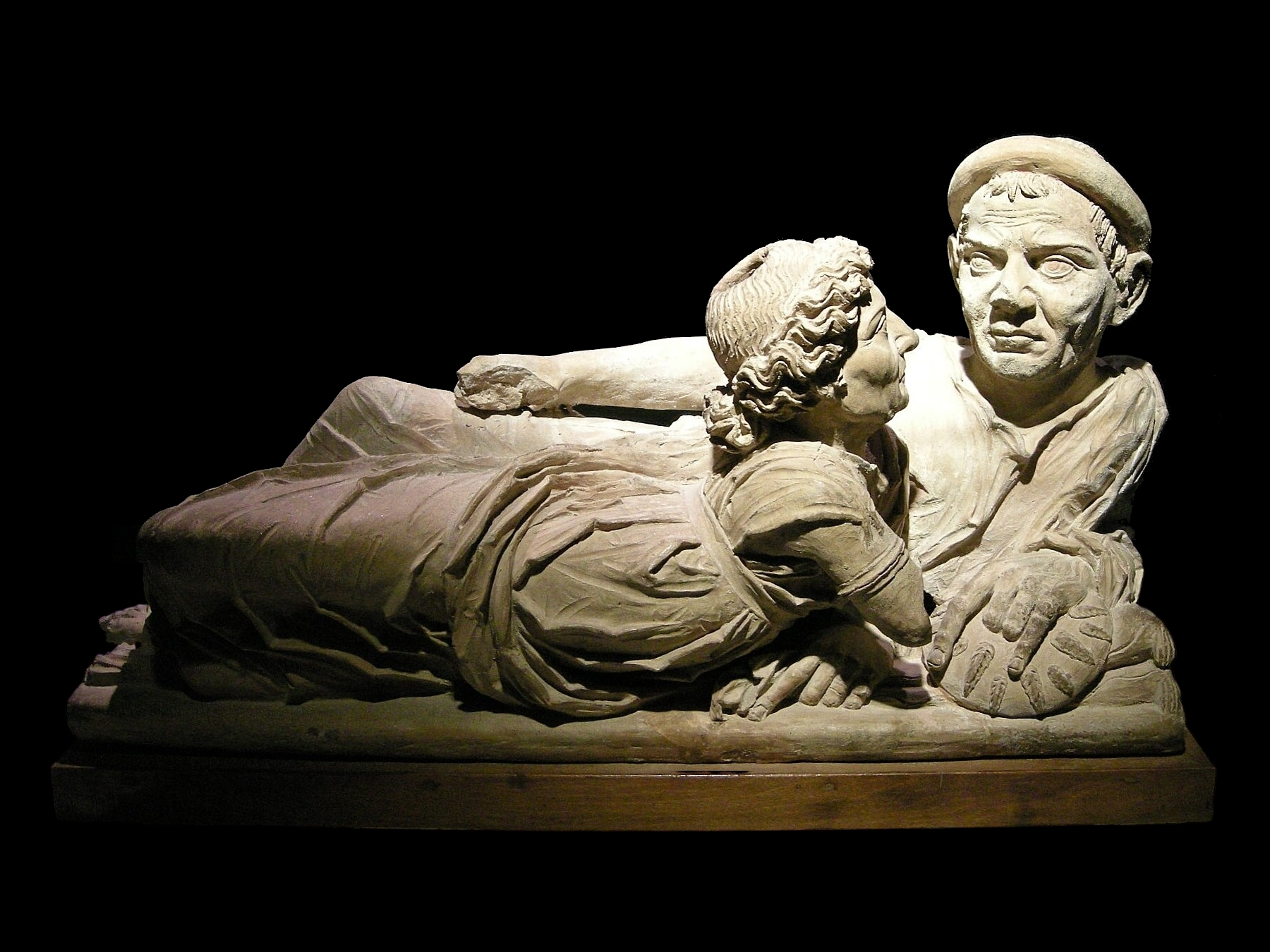
Urna degli Sposi, musée Guarnacci, Volterra.

### Période classique
Lors de la période classique, les signes de haut rang et de considération pour les femmes étrusques deviennent apparents. Les sarcophages de Chiusi, les urnes de Volterra et les fresques des tombes confirment la haute position atteinte par les femmes dans l'échelle sociale.
Pour ce qui est de l'onomastique (du nom propre), l'état civil de la femme, dans les inscriptions, est indiqué par son prénom, absent dans la formulation latine, puis par son nom de famille qui reste son nom de naissance, même après son mariage. Dans la formule onomastique, le matronyme accolé au patronymique est généralisé à partir du IVe siècle av. J.-C., ce qui prouve la considération dont jouit la famille d'origine des épouses dans la classe aristocratique étrusque,.

### Période hellénistique
La romanisation débute à partir de 340 av. J.-C. environ jusqu’à la période d'Auguste, avec une acculturation qui fait disparaître le pouvoir politique des Étrusques, leurs traits culturels étant assimilés par les Romains. Les femmes étrusques perdent grand nombre de leurs prérogatives, et adoptent le statut des femmes romaines, qui a aussi probablement assimilé certains traits culturels des femmes étrusques et qui leur donne une forte influence, comme celle qu'exerce Livie (58 av. J.-C. - 29 apr. J.-C.), la femme d’Auguste, plusieurs fois régente, et conseillère de son mari et plus puissante femme au début de l’Empire romain. Plusieurs femmes de la famille impériale, dont Agrippine la Jeune, exercent aussi leur influence politique.

## Les femmes et la famille

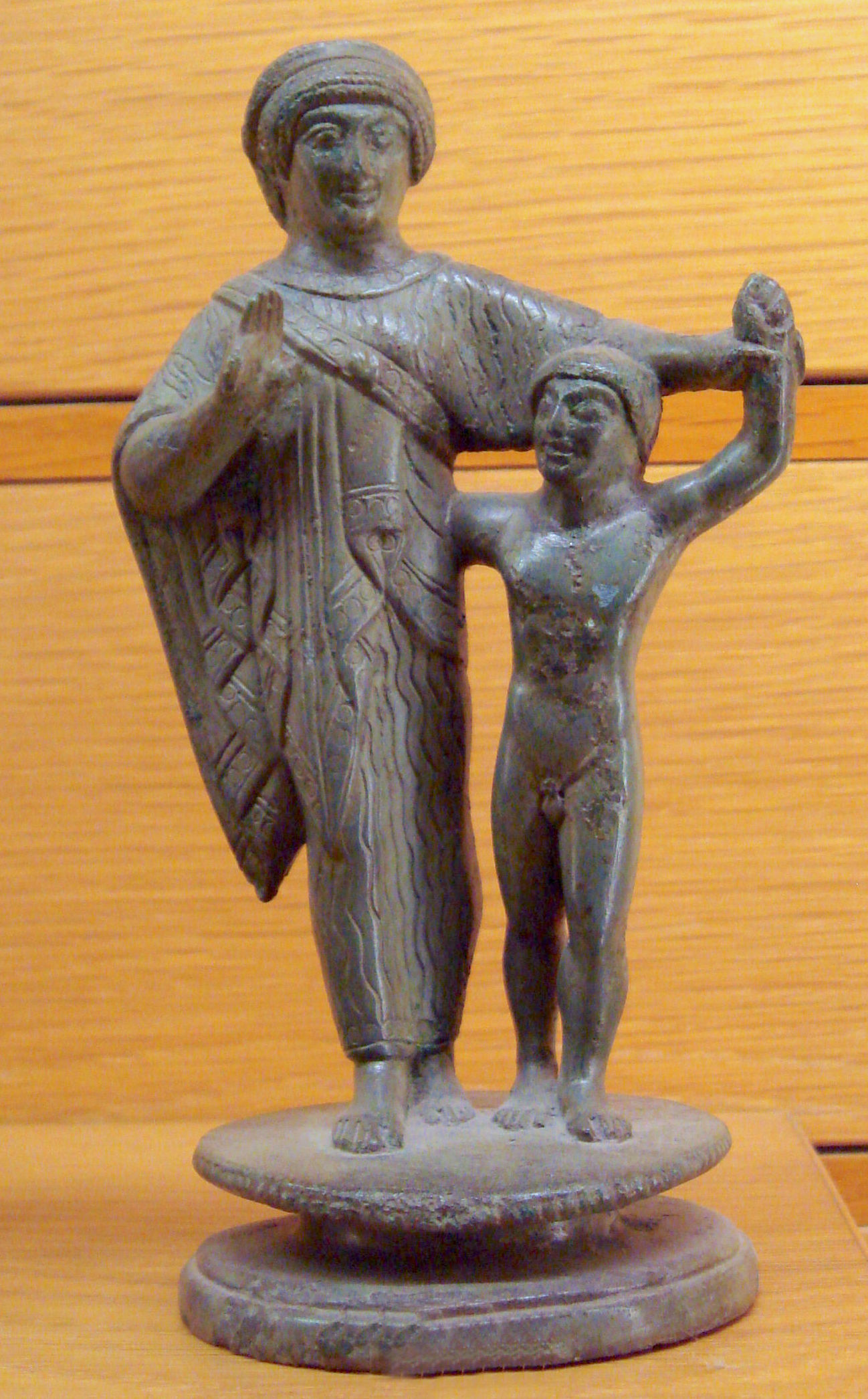
Mère étrusque et son enfant, entre 500 et 450 av. J.-C. Musée du Louvre, Paris.

Pendant les banquets, les femmes sont allongées sur le triclinium auprès de leurs époux qui leur reconnaissent une position sociale équivalente dans la gestion du patrimoine familial et dans l'éducation des enfants. Avec les pères, elles donnent leur nom à leurs enfants (surtout parmi la classe la plus élevée de la société), les épigrammes funéraires rapportant en priorité le matronyme ; les femmes y sont également nommées par le nom de leur gens et avec leur propre prénom, ce qui témoigne du fait qu'elles sont considérées comme des individus distincts et indépendants dans la société, et de l'affirmation de leur individualité au sein du groupe familial. Les noms propres de femmes fréquemment gravés sur le vaisselier et les fresques funéraires sont : Ati, Culni, Fasti, Larthia, Ramtha, Tanaquille, Veilia, Velia et Velka. Par comparaison, dans la société romaine, les femmes sont dénommées par une forme féminisée de leur gentilice : ainsi, toutes les femmes de la gens Livia s'appellent Livie.

## Mode féminine
D'après les fresques et le contenu des tombes étrusques, les femmes portent des bijoux recherchés et sont savamment maquillées. Elles sont souvent vêtues d'une tunique par-dessus laquelle est posé le chiton, une sorte de long manteau à manches courtes, bordé de petits motifs géométriques comme des cercles incisés et des chevrons. Les chaussures sont à bouts pointus et relevés qui évoquent des modèles hittites. Les cheveux sont sous le tutulus, une coiffe ronde ou conique ornée de motifs géométriques, ou sont rassemblés sur la nuque, leurs boucles retombant sur les épaules ou en tresses encadrant le visage.

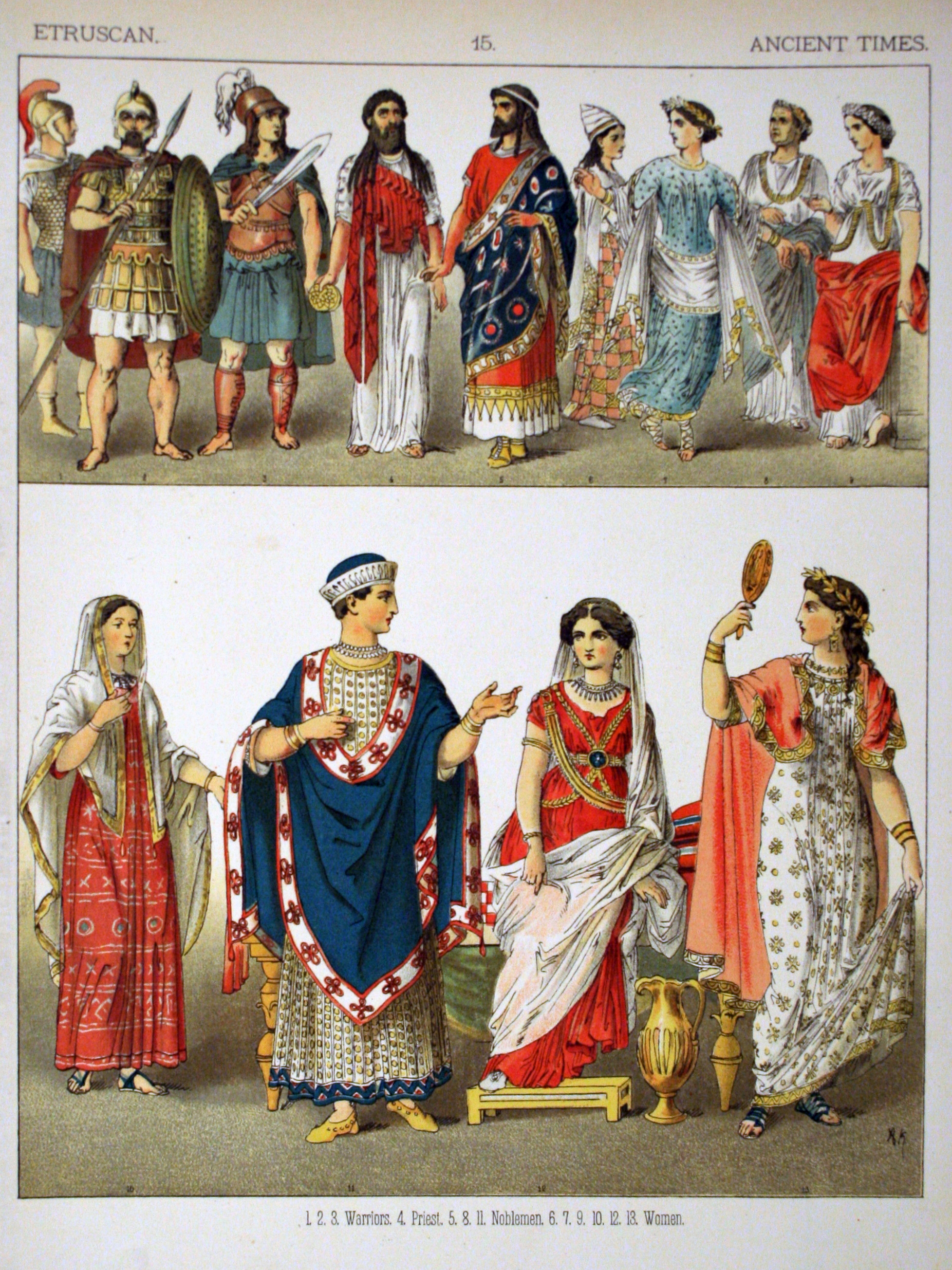
Vêtements étrusques - Costumes of All Nations (1882).
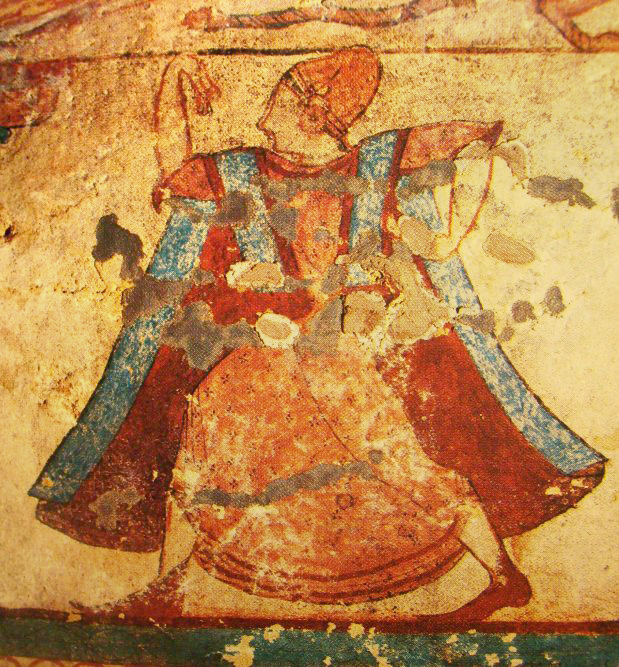
Fresque de la Danseuse immobile à grands pas portant le chiton. Tombe des Lionnes de la nécropole de Monterozzi.

## Accessoires féminins
Les pièces archéologiques trouvées dans les trousseaux funéraires des nécropoles ainsi que les représentations sur les fresques donnent une idée assez précise des divers accessoires utilisés par la femme étrusque. La parure féminine consiste en bijoux, pendentifs en fils d'or tressés et ornés de figurines, de palmettes et de fleurs, colliers, boucles d’oreilles en métaux précieux, épingles. La femme étrusque dispose aussi d'objets de toilette variés et raffinés : flacons en ivoire, en albâtre, en verre, récipients à onguents ou pour les huiles parfumées, instruments de manucure, miroirs gravés décorés de scènes mythologiques, dont la surface réfléchissante est légèrement bombée et le revers orné de motifs incisés, boîtes de rangement en bronze et décorées de scènes gravées.
À partir du Ve siècle av. J-C., la femme étrusque est moins fréquemment représentée avec une quenouille. Le sexe féminin n'est plus associé à des activités domestiques mais à la beauté du corps ; l'objet qui distingue les tombes de femmes, entre le VIe et le IIIe siècle av. J-C., est le miroir en bronze fabriqué avec la technique de la fusion à cire perdue. Le miroir fait en effet partie des cadeaux de mariage qui suivaient la femme jusqu'à sa mort. Outre son caractère utilitaire, il possédait une fonction importante dans l'éducation des jeunes filles grâce aux scènes incisées sur la face postérieure. Ces dernières privilégiaient les thèmes de la beauté et de la séduction : elles montrent des scènes de toilette et de bain, souvent de divinités. Les miroirs étaient souvent conservés dans des cistes, ces boîtes en bronze de forme cylindrique décorées en relief ou par incision, fermées par un couvercle lui-même décoré, ou dans des coffrets en bois, où étaient rassemblés les éléments du trousseau féminin : des strigiles, des alabastres ou des lécythes, pour contenir les parfums ou les onguents que les femmes se passaient sur le corps après le bain, un peigne en ivoire, des pinces à épiler, des limes, des petites boîtes en bois pour conserver les poudres et le maquillage, et un petit bâton pour extraire un peu de parfum du balsamaire.

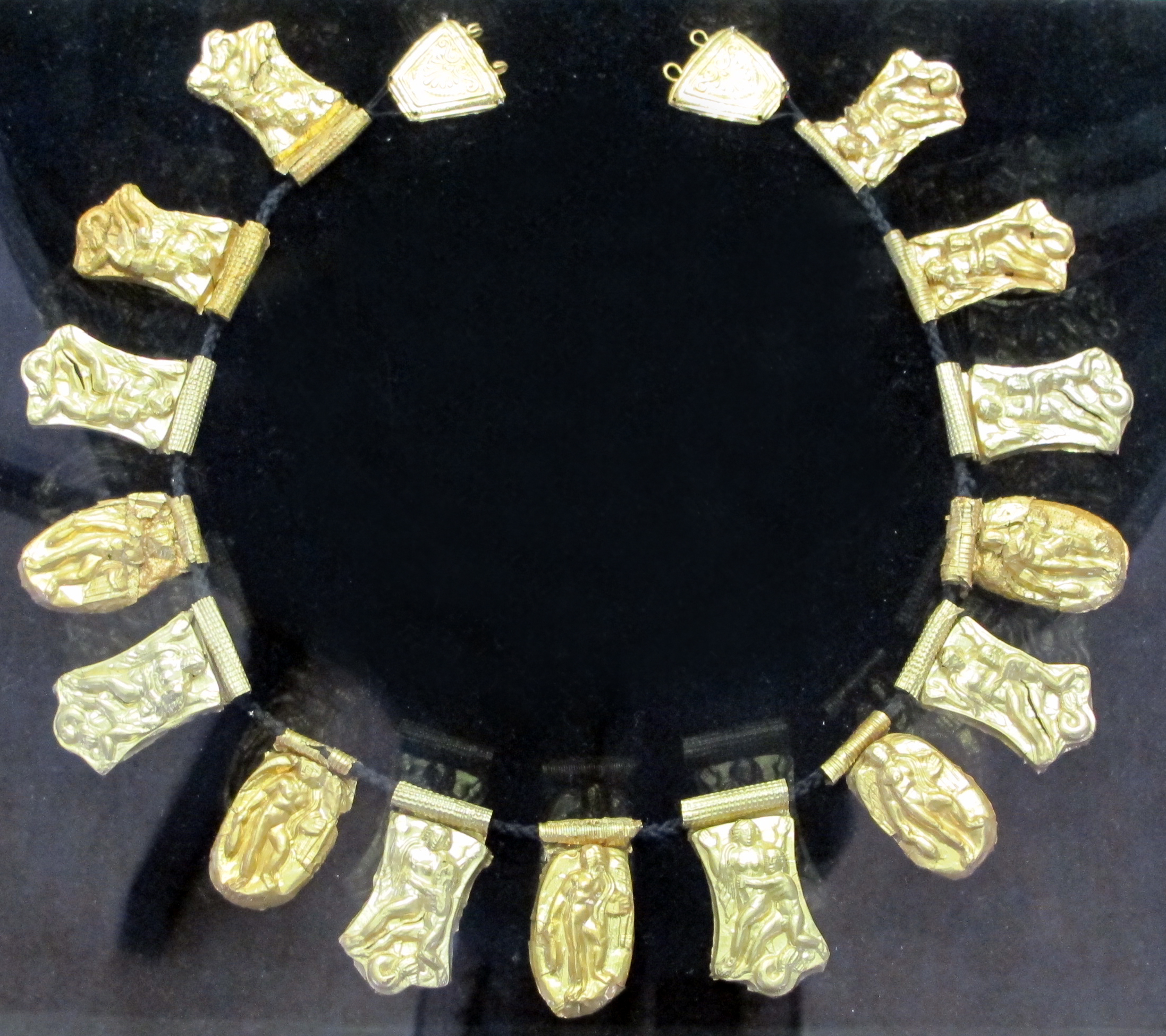
Collier en or.
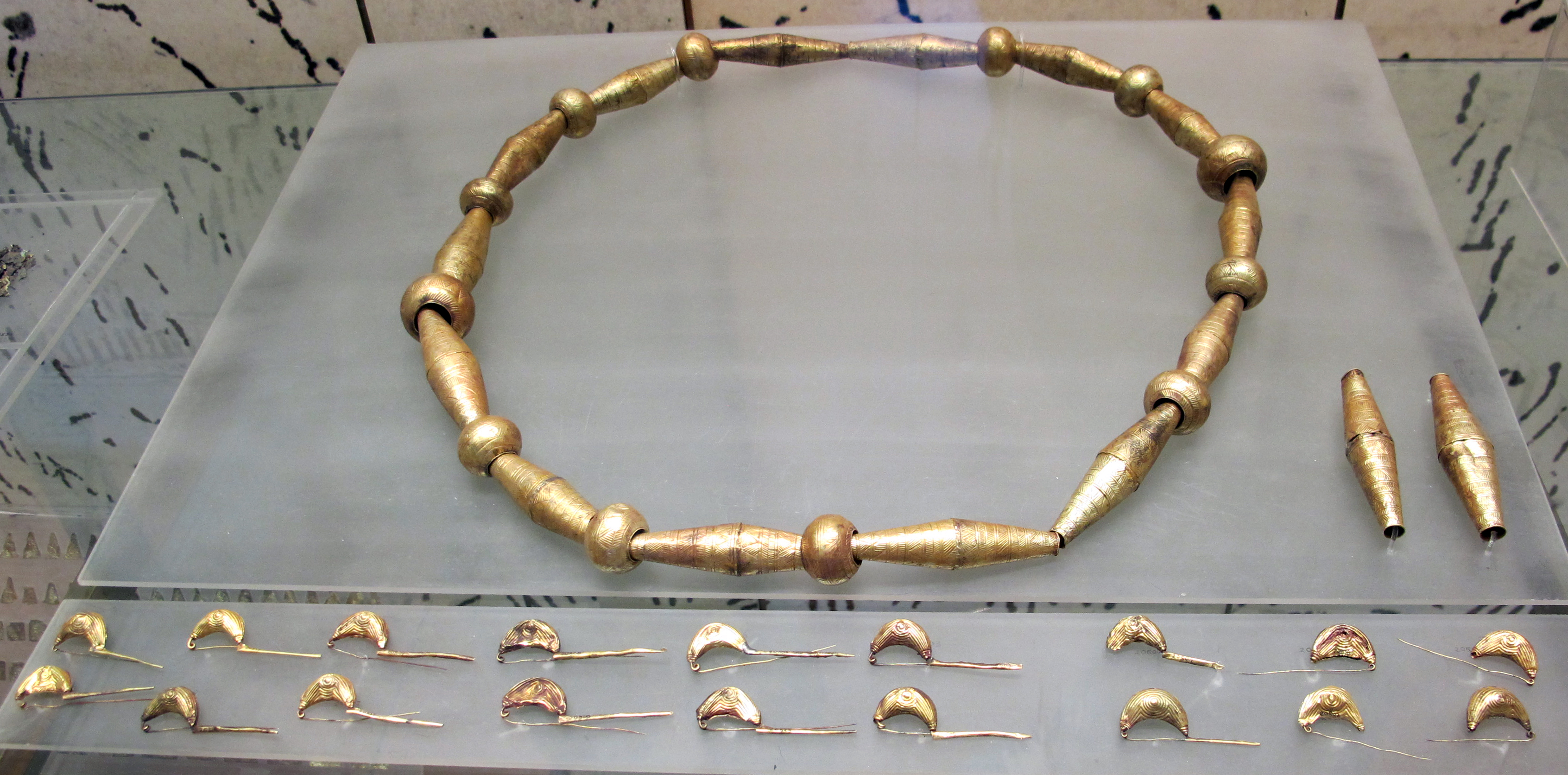
Collier et fibules en or (tombe Regolini-Galassi).
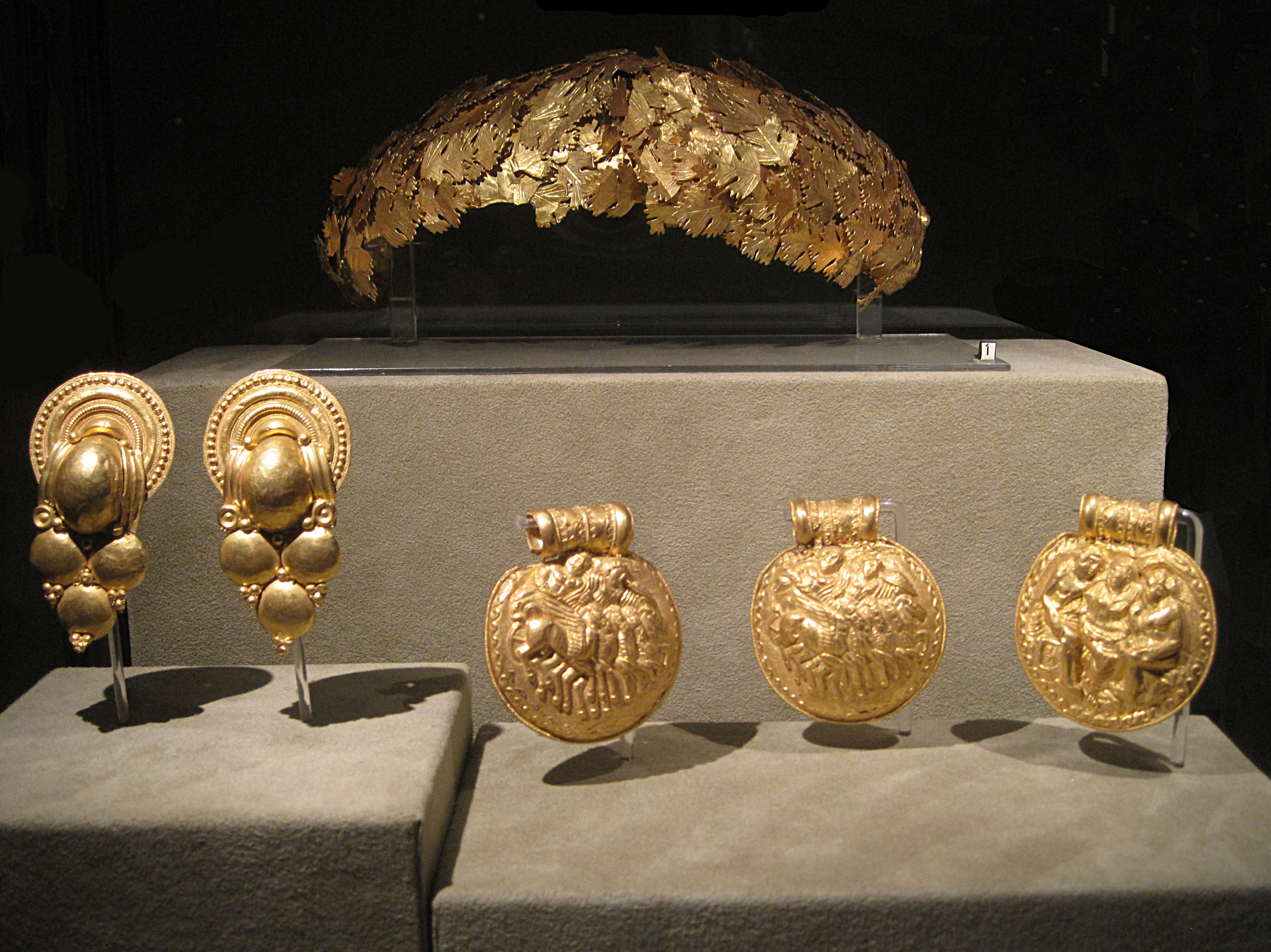
Couronne et bijoux en or.
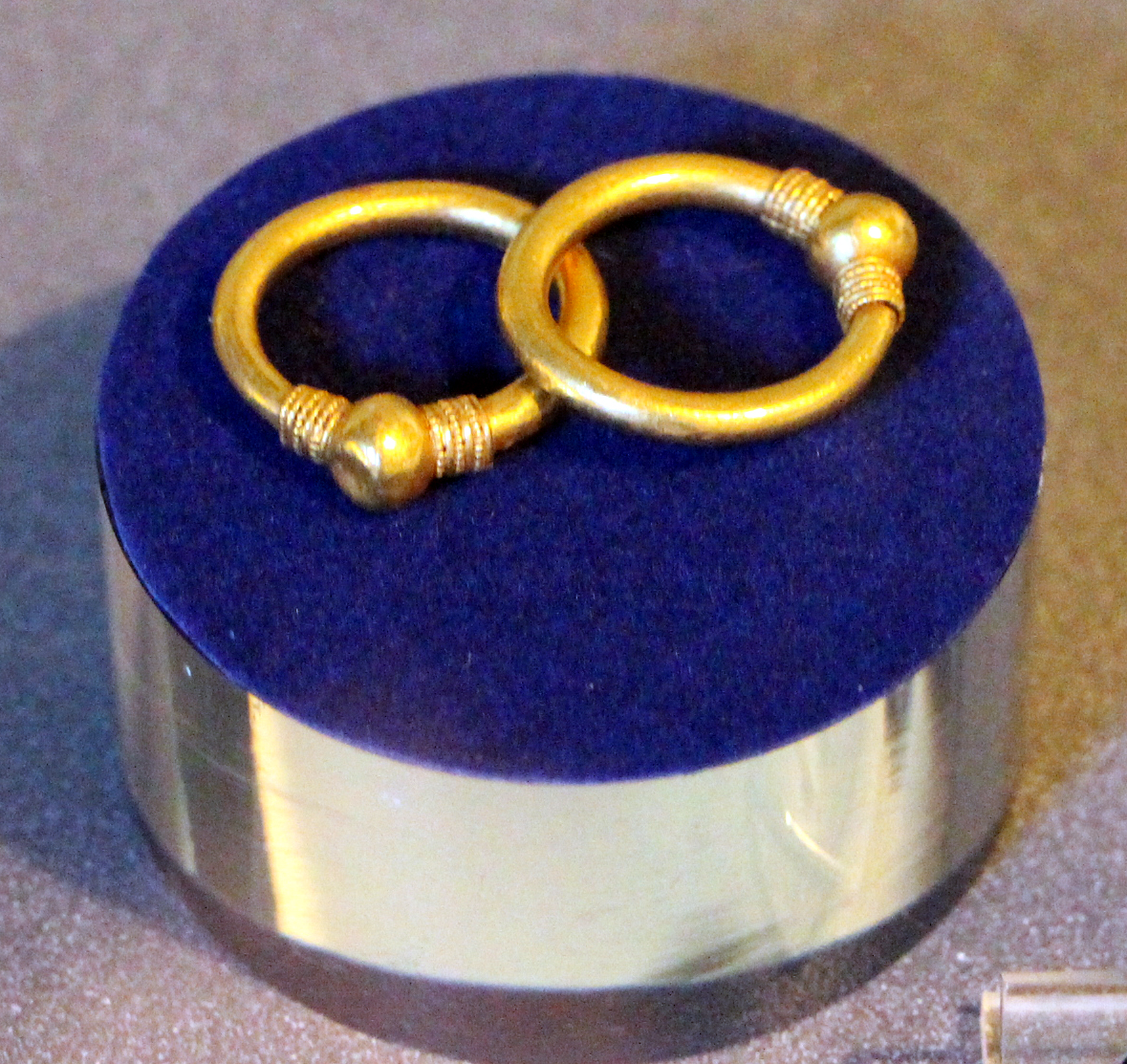
Boucles d'oreille en or.
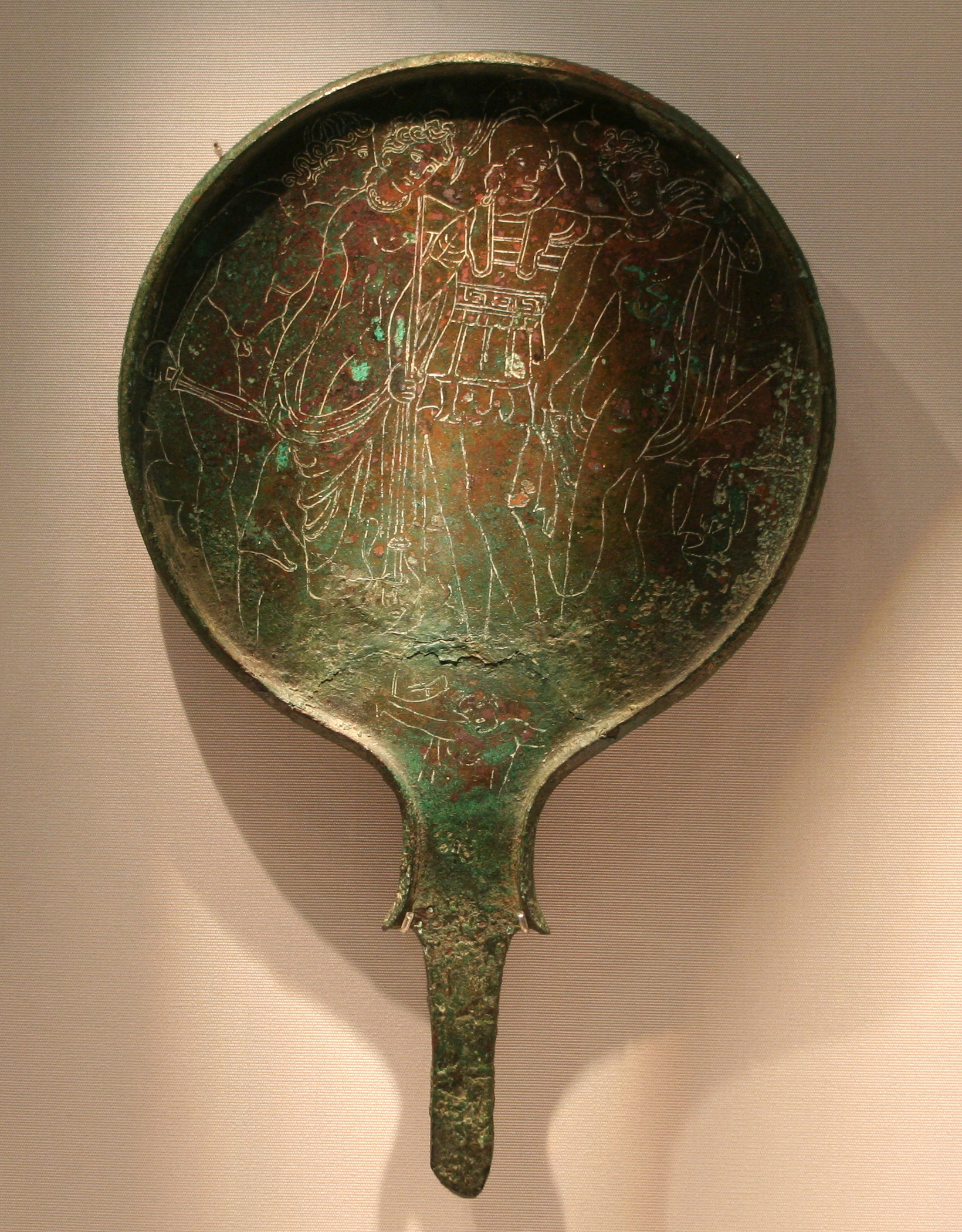
Miroir.

## Les femmes étrusques vues par les autres civilisations
Les usages dans les rapports avec le monde féminin sont très différents de ceux du monde grec et par la suite romain : les femmes assistent aux banquets auprès des hommes chez les Étrusques, ce qui n'est pas le cas chez leurs contemporains grecs où la démocratie est uniquement masculine. Les écrivains grecs puis romains font donc une réputation scandaleuse aux femmes étrusques, ce discrédit — la truphè étrusque — concernant plus généralement les mœurs de l'un et l'autre sexe.

### Par les Grecs
La coutume étrusque du banquet mixte est très mal vue par les Grecs où les femmes vivent dans l'ombre de la maison. En effet, les filles ou les épouses grecques restent à leur place dans le cadre domestique et ne se montrent que rarement en communauté. Voisins directs des Étrusques dans la Grande-Grèce (l'Italie du sud), ils connaissent cette différence de coutume. Théopompe, historien grec du IVe siècle av. J.-C., qu'un autre auteur romain, Cornélius Népos, trouve très médisant, fait une description méprisante, qui restera dans les esprits : « les femmes jouissent de tous les hommes en toute liberté. Dans les rues elle marchent hardiment à leur côté des hommes et dînent couchées à côté d'eux. Elles ont pris grand soin de leur corps et de leur visage, les cheveux enlevés de leur peau avec de la cire fondue et excellent dans la nudité ». « Il n'y a pas de honte », selon Théopompe, « à commettre un acte sexuel en public […] quand ils sont à une réunion d'amis, c'est ce qu'ils font : tout d'abord, quand ils ont fini de boire et sont prêts pour le lit et alors que les torches sont encore allumées, les serviteurs apportent parfois des courtisanes, parfois des beaux garçons et parfois leurs propres femmes […] Les femmes étrusques font des enfants en ne sachant pas qui est le père. »

### Par les Romains
Les Romaines sont un peu plus libres que les Grecques, mais le statut des femmes étrusques est jugé scandaleux par les Romains, qui n'hésitent pas à qualifier leur comportement de licencieux et d'immoral, les comparant aux musiciennes et aux prostituées des banquets grecs ou romains. Tite-Live oppose la « mère vertueuse romaine » aux « femmes étrusques couchées sur leurs lits de banquet ».